# Steenbeekbos
Steenbeekbos is een villawijk in het bos in Sint-Eloois-Winkel, op de grens met Heule (Kortrijk), Lendelede en Gullegem. Het bos ligt op de flanken van de Steenbeekberg die uitmondt in de steenbeekvalei.
Steenbeekbos werd oorspronkelijk Kuipebos genoemd door de vele kuip-achtige sporen die de Steenbeek (beek) achter heeft gelaten. Lokaal wordt gesproken van Steenbeke bos.
Het bos werd vroeger doorkruist door verschillende zijarmen van de Steenbeek. De beek werd verlegd en stroomt nu recht tussen de velden door. De bron van de beek bevindt zich op enkele tientallen meters van de Gootstraat aan de oostelijke rand van het bos. Aan de westrand van het bos staat een kapel.
Het bos is verkaveld en staat ingepland met villawoningen.